# Pycnandra litseiflora
Pycnandra litseiflora är en tvåhjärtbladig växtart som först beskrevs av André Guillaumin, och fick sitt nu gällande namn av Swenson och Jérôme Munzinger. Pycnandra litseiflora ingår i släktet Pycnandra och familjen Sapotaceae. Inga underarter finns listade i Catalogue of Life.